# Lightning Ridge
Lightning Ridge – miasto w Australii, w stanie Nowa Południowa Walia.